# Nomic
Nomic är en grupp spel där huvudmomentet är att ändra reglerna. Nomic skapades av Peter Suber till sin bok The Paradox of Self-Amendment. Ursprungligen refererar namnet Nomic just på Subers inledande regelsamling men har blivit en benämning på spel som bygger på samma spelidé. Subers ursprungliga regler har vissa likheter med många länders konstitution, detta därför Suber ville visa att ett system som tillåter regeländringar kan komma till en situation där reglerna är motsägelsefulla eller otillräckliga för att uttyda vad som är tillåtet.
Subers ursprungliga regler har fått kritik för att de är alltför omfattande och man har menat att det skulle räcka med en eller möjligen två ursprungliga regler. Normalt startar ett parti någonstans mellan den minimala uppsättningen och Subers uppsättning för att få en bra balans mellan att inte styra spelet för mycket inledningsvis men ändå få heltäckande och tydliga regler för det man vill reglera. Vanligtvis reglerar de inledande reglerna bara hur man ändrar regelsamlingen. Dock finns partier där man redan från början har styrt spelet åt ett visst håll, oftast genom att ta element från ett klassiskt spel, till exempel Monopol eller Civilization.
På grund av sin unika idé kan ett parti ta vilken utformning som helst och kan till och med utvecklas till att frångå ett egentligt spel, till exempel genom att göra det omöjligt att vinna.

## Spel via Internet
På grund av Nomics utformning kan det vara svårt att hitta tillräckligt många intresserade spelare och partier spelas oftast under en mycket lång tid (partiet Agora har spelats sedan tidigt 1990-tal), därför är det vanligt att partier spelas via Internet. För det mesta spelar man genom e-postlistor då det kan vara svårt att implementera alla regler till en webbsida, dock finns spel som har gjort det, till exempel svenska Upnomic.